# Paramillo de Santa Rosa
El Paramillo de Santa Rosa  es un estratovolcán, ubicado en el municipio de Santa Rosa de Cabal, departamento de Risaralda en el centro de Colombia. 
Este volcán hace parte del parque nacional natural de Los Nevados, siendo el más occidental de los volcanes que se encuentran en el parque, y además el más  occidental de los volcanes que conforman el macizo volcánico Ruiz-Tolima (actualmente considerado por Servicio Geológico Colombiano, como complejo volcánico Cerro Bravo-Cerro Machín). El Paramillo de Santa Rosa está ubicado unos 10 km al occidente con respecto al eje de la Cordillera Volcánica Central y a 8 km de la cabecera municipal del municipio de Santa Rosa de Cabal en dirección suroriental. El volcán tiene una elevación de aproximadamente 4.600 m s. n. m. y un diámetro de entre 7 y 8 km.
Según el SGC, sus lavas de naturaleza porfirítica andesítica, se caracterizan por una abundante cantidad de plagioclasa zonada (An43-39), augita, hiperstena, horblenda parda y óxidos opacos en una matriz intersertal hialina. La parte superior de la estructura está disectada por diques, y presenta una marcada alteración hidrotermal .
Hasta las décadas de los años 60 y 70 del siglo XX este volcán fue considerado un nevado, lo cual dejó marcados rastros de erosión en su forma, sin embargo debido a efectos del calentamiento global, el casquete glacial que lo cubría de forma permanente ha desaparecido, formándose solo de forma estacional; situación que también ocurre en los cercanos nevados del Quindío y de El Cisne. Dado lo anterior en las últimas décadas se le conoce con el nombre de Paramillo y no de Nevado.
Aunque no se tiene registro de actividad volcánica reciente, si hay una gran presencia de fuentes termales, lo cual contribuye a la actividad económica de la zona siendo un importante atractivo turístico, dadas las propiedades medicinales y relajantes que se le atribuyen a estas fuentes de aguas termales.
En años recientes el SGC, ha venido sometiendo a estudios a este volcán para determinar su grado de actividad y de riesgo, aunque actualmente se le considera estable .